# Duke Riley
Duke Riley (Buras, 9 agosto 1994) è un giocatore di football americano statunitense che milita nel ruolo di linebacker per i Miami Dolphins della National Football League  (NFL).

## Carriera

### Atlanta Falcons
Riley al college giocò a football con gli LSU Tigers dal 2013 al 2016. Fu scelto nel corso del terzo giro (75º assoluto) nel Draft NFL 2017 dagli Atlanta Falcons. Debuttò come professionista partendo come titolare sul lato debole nella gara del primo turno contro i Chicago Bears mettendo a segno 6 tackle. Nella gara del 22 ottobre contro i New England Patriots si infortunò a un menisco, venendo costretto a saltare le gare dalla settimana 8 alla 11.

### Philadelphia Eagles
Il 30 settembre 2019, Riley fu scambiato con i Philadelphia Eagles per la safety Johnathan Cyprien e uno scambio di scelte degli ultimi giri.

### Miami Dolphins
Il 22 marzo 2021 Riley firmò con i Miami Dolphins.